# Telipinu (divinità)
Telipinu è una divinità ittita, dio dell'agricoltura.

## Il mito di Telipinu
Questo antico mito ittita spiegava l'alternarsi ciclico delle stagioni. Tra i doveri di ogni re ittita vi era quello di celebrare ogni giorno una serie di rituali, e di pronunciare le preghiere necessarie a soddisfare gli dei, garantendo la prosperità al Paese. Alcune di queste preghiere ci sono pervenute tramite tavolette d'argilla, come ad esempio quella al dio Telipinu che recita: "Telepinu, una divinità potente e nobile sei tu. Ritorna nella casa del tempio! Qui ti supplico, con il pane e le bevande del sacrificio. Lasciami parlare a te solo, e, qualunque cosa ti dica, prestami orecchio, o dio, e ascolta. Volgiti con favore al re e alla regina, e verso i principi del Paese di Hatti. Prendi il tuo posto, Telepinu, dio potente, accanto al re, alla regina e ai principi. Fa venire la pioggia! Fa che passino venti favorevoli! Fa che tutto fiorisca e prosperi nel Paese di Hatti".
La leggenda narra che Telipinu era figlio del grande dio supremo della Tempesta e dell'antichissima dea di Hatti.
Il mito inizia con il dio adirato per un motivo a noi ignoto (parte della tavoletta è andata distrutta). Nella sua grande collera Telipinu decise di andarsene, e nella sua furia si infilò le calzature al contrario. Allora le stagioni si destabilizzarono: la primavera e l'estate non giunsero mai, i fiumi restarono gelati, l'erba non spuntò e gli animali soffrirono la fame, cominciando a morire.
Telipinu si era perso nella steppa. Il grano non crebbe più, i bovini e le pecore e l'uomo non procrearono più. Anche gli dei in cielo non se la passavano bene: mangiavano senza saziarsi, e bevevano rimanendo assetati. Allora cominciarono a cercare Telipinu, mandando un'aquila dalla vista acutissima che guardasse dall'alto delle montagne, ma di Telipinu non c'era alcuna traccia.
Si mosse anche il grande dio della Tempesta, padre di Telipinu, che cominciò a soffiare ovunque, tra le rocce, nelle foreste, sulle onde del mare, lungo le vie e le città dove Telipinu era solito recarsi; ma non ebbe risultati.
La dea Hannahannas, madre di tutti gli dei, decise allora di mandare alla ricerca di Telipinu un'ape, incurante delle proteste degli altri dei, che temevano di dover ammettere la bravura di una piccola ape.
Ed effettivamente l'ape trovò Telipinu che dormiva, stanco del lungo viaggio: per svegliarlo, lo punse alle mani e ai piedi. Il dio, furibondo, si mise a distruggere fiumi e città e montagne.
Allora la piccola ape fuggì e tornò da Hannahannas. La dea capì che c'era da fare una sola cosa: a prendere Telipinu mandò l'aquila, insieme all'ape e alla dea Kamrusepa, una maga che iniziò a cantare dolcemente antiche formule magiche, deponendo davanti a Telipinu ogni sorta di cibo; e man mano che Telipinu mangiava, la pace scendeva nuovamente nel suo animo. Gli dei si sedettero tutti insieme a banchetto, e il mondo tornò lentamente a rifiorire.
Nota: si è ipotizzato che Plutone potrebbe derivare il nome (il Telef-Telep greco) da Telipinu. Infatti, il gruppo di consonanti TLP quando sono rovesciate danno PLT (Pluto). 

## Miti testuali
Telipinu è Dumuzi per i Sumeri, e Tammuz per i Babilonesi. Il mito sumero e quello babilonese presentano pochissime varianti e molte analogie con quello ittita.